# Toy Story (jeu vidéo)
 (octobre 2019).
Si vous disposez d'ouvrages ou d'articles de référence ou si vous connaissez des sites web de qualité traitant du thème abordé ici, merci de compléter l'article en donnant les références utiles à sa vérifiabilité et en les liant à la section « Notes et références ».
Pour les articles homonymes, voir Toy Story (homonymie).
Toy Story est un jeu vidéo de plates-formes sorti à partir de 1995 sur Mega Drive, Super Nintendo, PC puis sur Game Boy. Le jeu est l'adaptation du film de Disney/Pixar Toy Story. Le jeu a été nommé au titre de meilleur jeu vidéo aux Kids' Choice Awards 1997.